# Serge Ivanoff

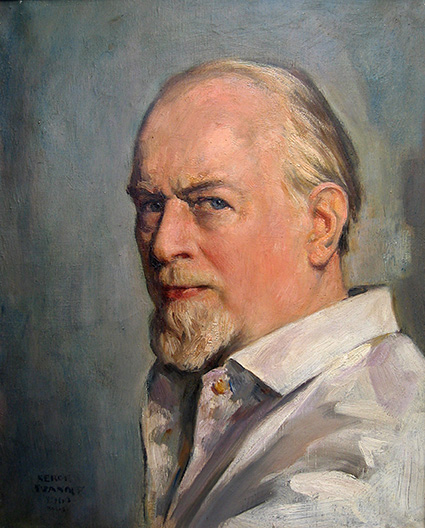
Serge Ivanoff, Selbstporträt

Serge Petrovitch Ivanoff (russisch Сергей Петрович Иванов, Sergei Petrowitsch Iwanow; * 25. Dezember 1893, Moskau; † 8. Februar 1983, Paris) war ein russischer Maler.

## Leben
Serge Ivanoff stammte aus einer Moskauer Kaufmannsfamilie und war schon in jungen Jahren für eine künstlerische Laufbahn prädestiniert. Nachdem seine Eltern ihr Unternehmen nach Sankt Petersburg verlegt hatten, besuchte er dort Kurse an der Russische Akademie der Wissenschaften, insbesondere die Vorlesungen und Laborarbeiten von Professor Victor Schmidt über die menschliche Anatomie. Dort knüpfte er durch Reisen in die Schweiz und nach Norwegen seine ersten Kontakte mit Europa. Dann kam der Krieg, in dem er als Kanonier eingezogen wurde.
Im Jahr 1917, während der Russischen Revolution, trat er in die Russische Kunstakademie in Sankt Petersburg ein und vervollkommnete seine Kunst unter der Leitung von Meister Braz, den er Jahre später in Paris wiedertraf. Anschließend ging er in die Klasse von Professor Kardovsky und beendete sein Studium an der Akademie mit einer Wettbewerbsarbeit im Jahr 1922.

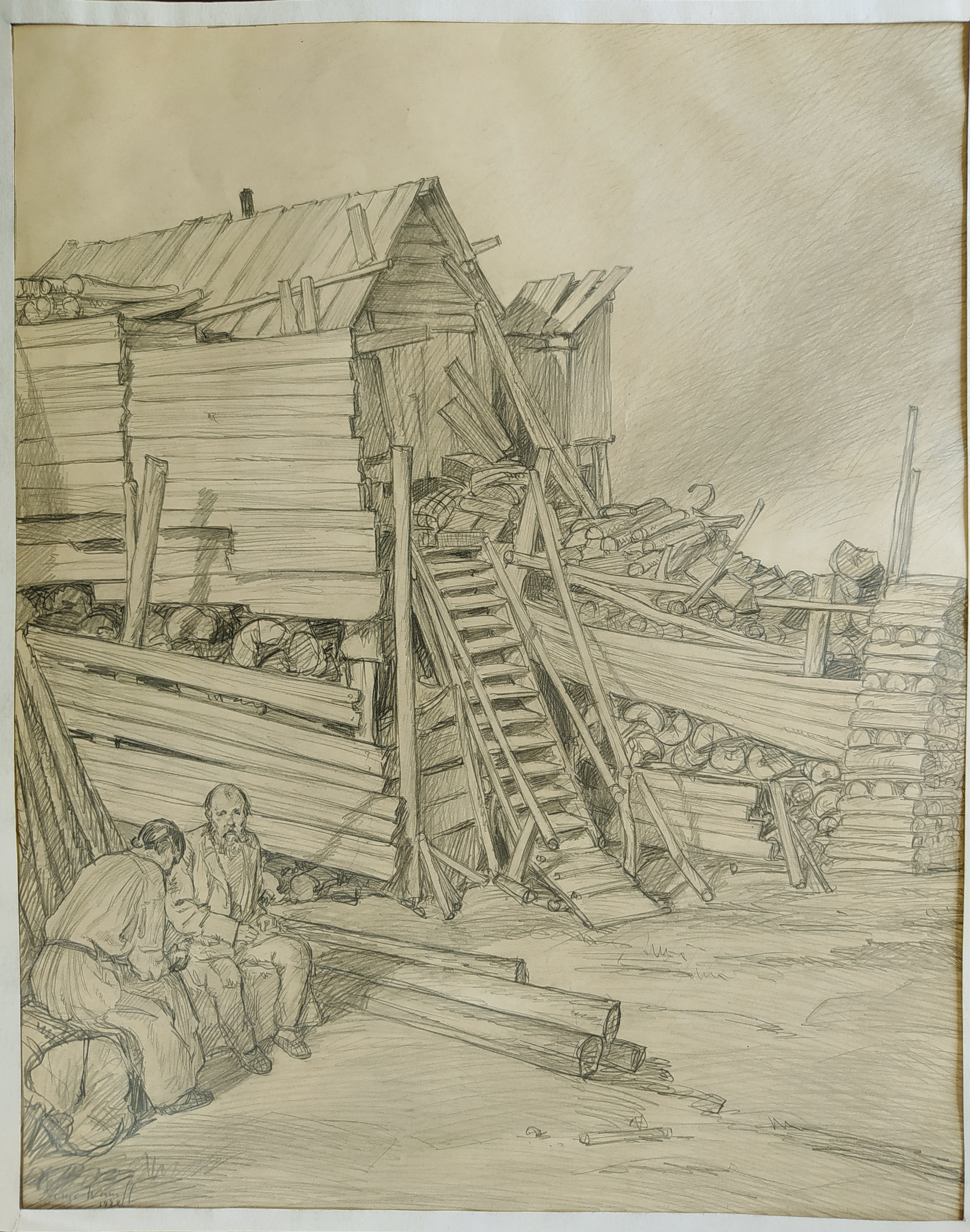
Fischerhaus an der Wolga, Serge Ivanoff, 1922

Im Jahr 1920 floh seine Frau Thamara de Fresnoy vor den Bolschewiki und nahm ihre beiden Kinder mit nach Paris. Zwei Jahre später, nachdem er sein Studium abgeschlossen hatte, entschloss sich Ivanoff, ihr nach Frankreich zu folgen. Vor seiner Abreise reiste er unauffällig durch die russische Landschaft, um seine Visionen vom tiefen Russland, die ihn für immer prägen sollten, auf Papier zu bringen. Auf seinem weiteren Weg wurde er von Ilja Repin in seiner Datscha in Kuokkala begrüßt, bevor er zu Fuß Finnland durchquerte. Er blieb sein ganzes Leben lang von den Schrecken der Revolution geprägt.
Innerhalb von zehn Jahren, in denen er wichtige Städte Europas bereiste, baute er sich einen soliden Ruf als Porträtmaler auf. Ab 1930 war er für etwa zwanzig Jahre Mitarbeiter der Zeitschrift L’Illustration und bereiste in dieser Funktion Italien, Dänemark, die Niederlande, Belgien, Brasilien und weitere Länder.
Er machte Zeichnungsreportagen, wie die Bilderserien, die das Hôtel Drouot oder die Kathedralen Frankreichs (1940) zeigen, von denen das Musée Carnavalet im Juni 1988 mehrere Exemplare erwarb. Er arbeitete auch für Modemagazine, malte ein großes Porträt für Van Cleef & Arpels, das für die Ausstellung in New York 1939 bestimmt war, und vor allem traf er viele der bedeutendsten Persönlichkeiten der Zeit.
In Rom traf Ivanoff Wjatscheslaw Iwanowitsch Iwanow, eine wichtige Figur des Silbernen Zeitalters der russischen Literatur. Der philosophische Dichter machte ihm seine intimen schöpferischen Kräfte bewusst.
Im Jahr 1950 zog Ivanoff in die Vereinigten Staaten. Ein Jahr später wurde er dort zum Ehrenbürger. Bis Ende der 1960er Jahre bereiste er den amerikanischen Kontinent, wo er zahlreiche Porträts anfertigte.

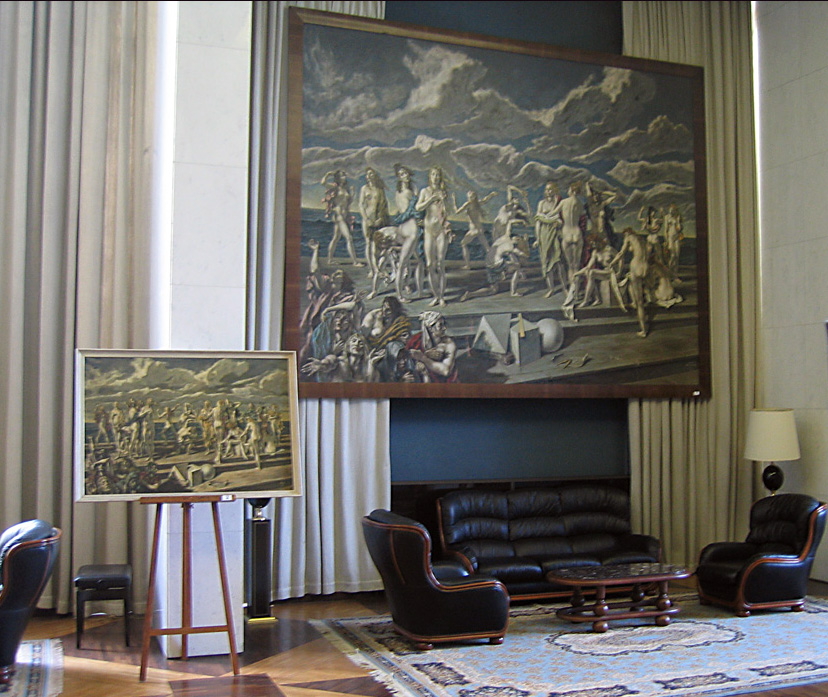
Ausstellung des Gemäldes „Menaces“ in der Russischen Botschaft in Paris 2006.

Danach kehrte er nach Frankreich zurück und richtete sein Atelier in der Rue Taitbout 80 in Paris ein. 1965 erhielt er von Kulturminister André Malraux die Goldmedaille des Société des Artistes Indépendants für sein großes Gemälde Menaces, heute Sammlung der russischen Botschaft in Frankreich (Schenkung der Familie Ivanoff nach dem Tod des Künstlers).
Sein Enkel Alexandre Barbera-Ivanoff, der 1973 geboren wurde, ist ebenfalls ein bekannter Maler. Er ist der einzige Experte, der von der Familie Ivanoff ermächtigt wurde, die Werke von Serge Ivanoff zu authentifizieren.

## Porträts
Ivanoff war ein begabter Porträtist und malte oder zeichnete das Porträt vieler bekannter Persönlichkeiten.

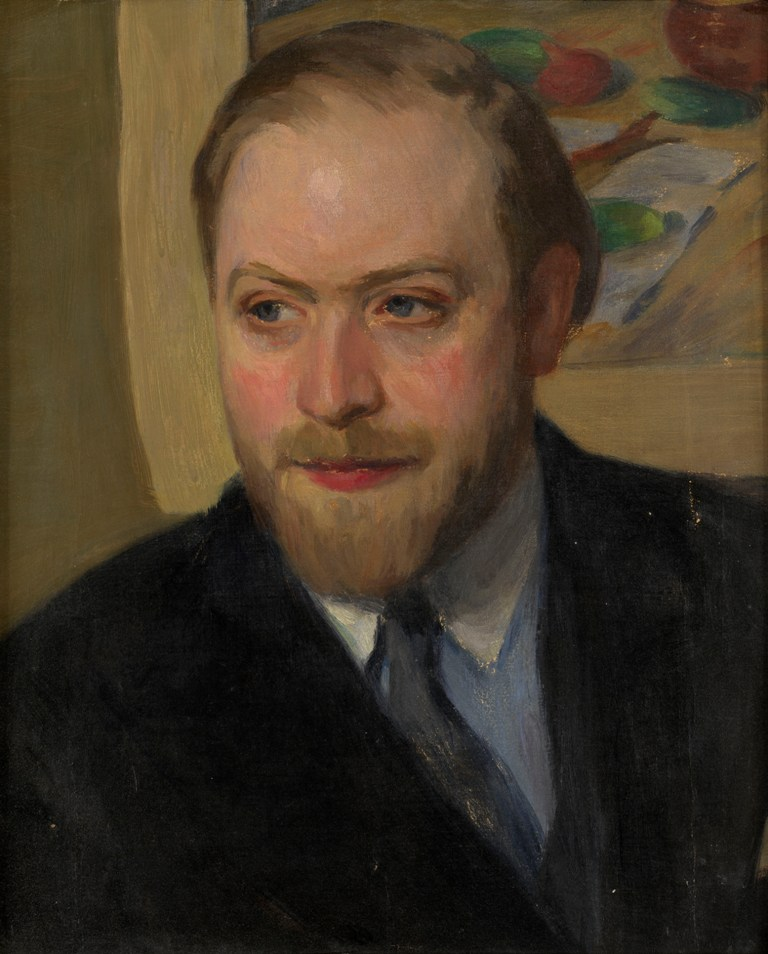
Porträt von Serge Ivanoff by Osip Braz

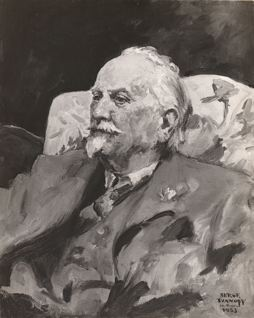
Portrait von Lord_Dunsany by Serge Ivanoff

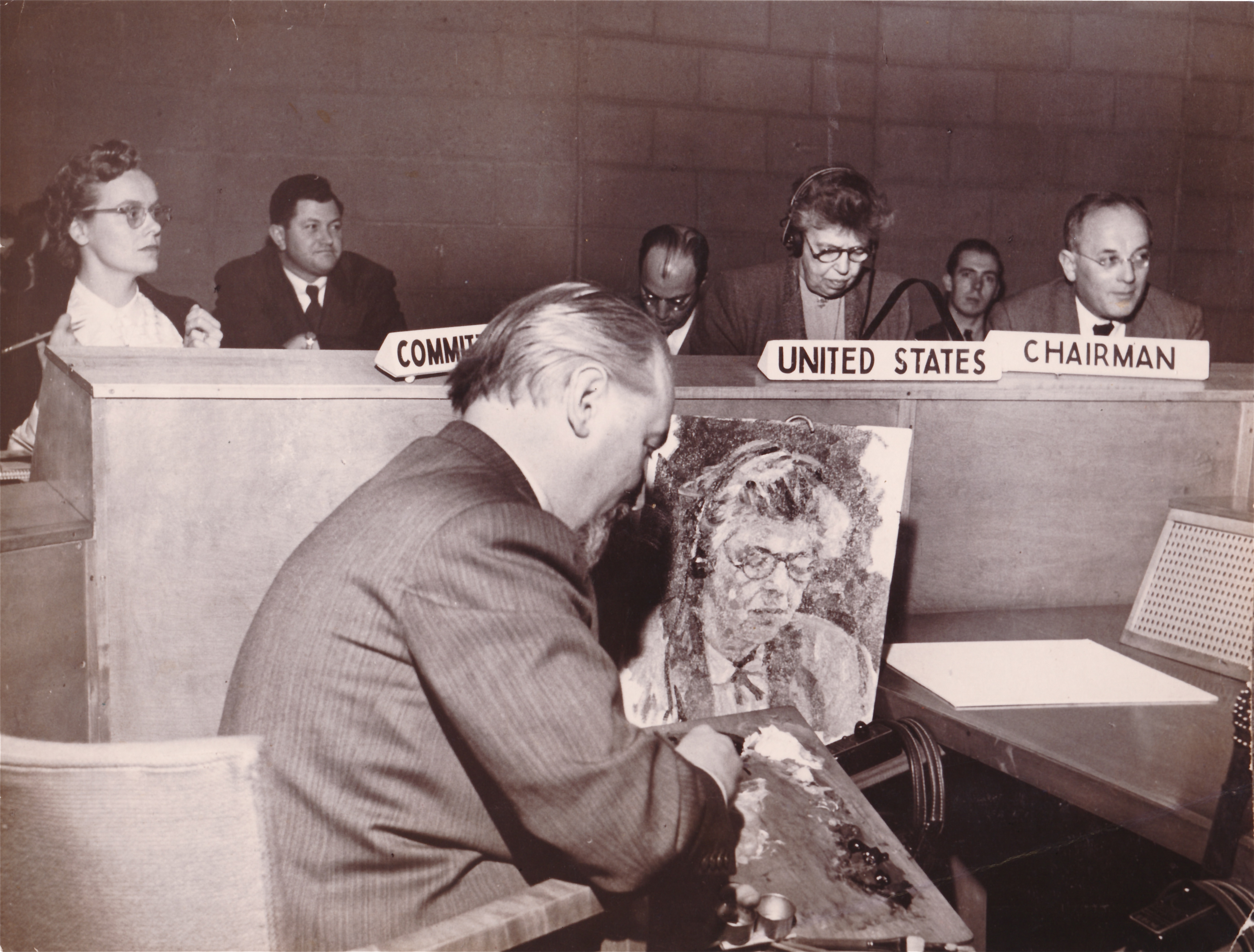
Serge Ivanoff et Eleanor Roosevelt. Lake Success, 1950.

- Wladimir Kirillowitsch Romanow[9], Paris, 1944
- Wjatscheslaw Iwanowitsch Iwanow, Rom, 1937 (Sammlung V. Ivanov Research Center in Rome, Rom)
- Alexander Nikolajewitsch Benois[10], Paris, 1944. (Sammlung Russisches Museum)
- Osip Braz, Paris, 1933. Braz malte seinerseits ein Porträt von Serge Ivanoff.
- Sinaida Jewgenjewna Serebrjakowa, Paris, 1940 (Sammlung K. Serebriakova). Serebrjakowa porträtierte im Gegenzug Serge Ivanoff. Ihr Sohn, Alexander Serebrjakow, malte ein Aquarell, das Serge Ivanoffs Atelier darstellte. (Paris, 1944)[11].
- Natalja Sergejewna Gontscharowa, Paris, 1960. (Sammlung Russisches Museum)
- Nikolai Kalmakow, Paris, 1929
- Boris Riabouchine, Paris, 1962 (Sammlung Russisches Museum)

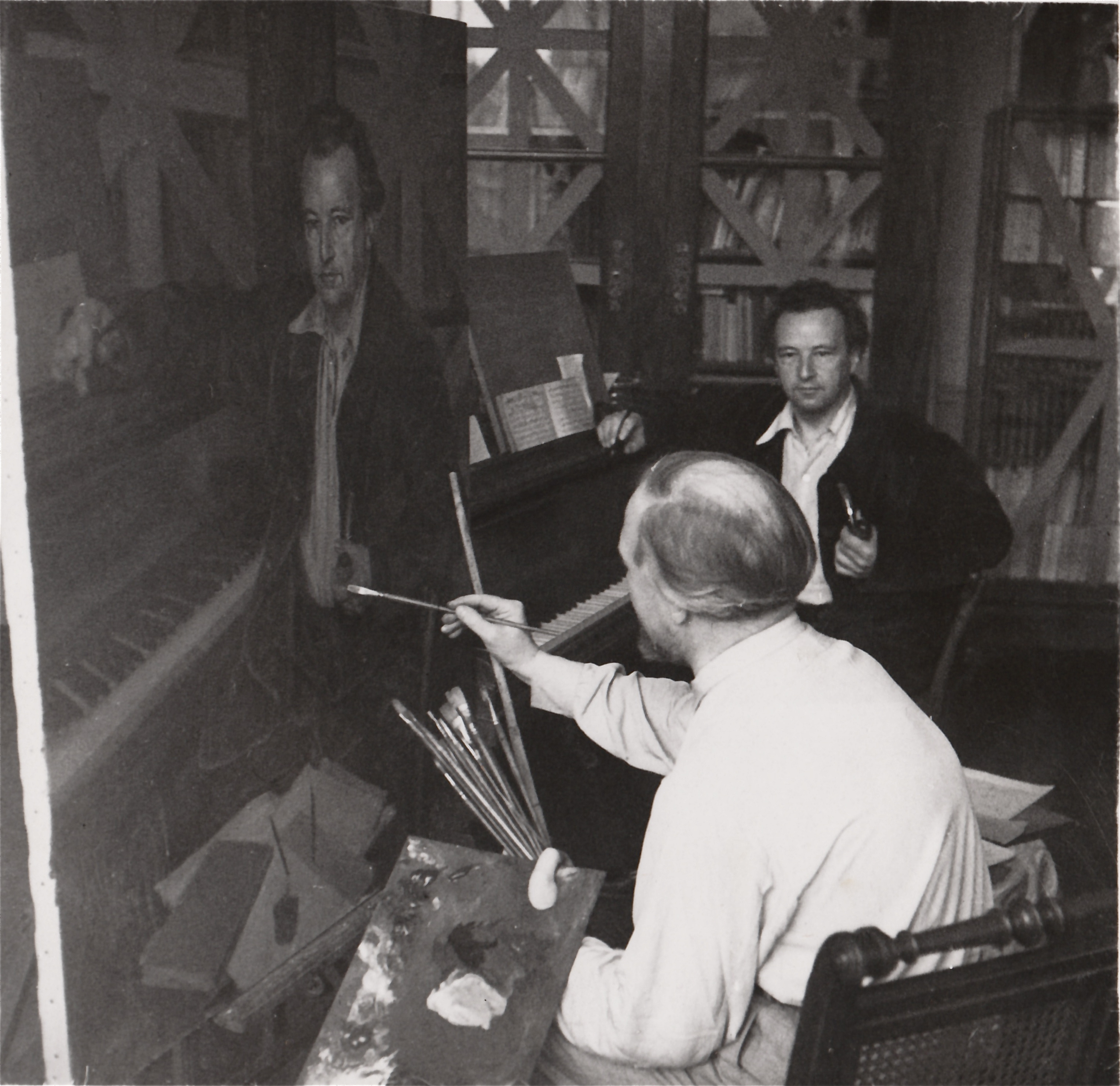
Serge Ivanoff beim Porträtmalen von Arthur Honegger. Paris, 1944.

- Juri Pawlowitsch Annenkow
- Boris Zaytsev
- Arthur HoneggerSerge Ivanoff beim Porträtmalen von Arthur Honegger. Paris, 1944., Paris, 1944[12]. Das Porträt wurde 1954 in San Francisco, Palace of the Legion of Honor, ausgestellt.
- Edwige Feuillère in der Rolle der Dame aux Camélias, Paris, 1943[13][14]
- Danielle Darrieux, 1942[15]
- Maria Casarès, Paris, 1947
- Jacques Rouché, Paris, 1935[16]
- Lise Delamare und Fernand Gravey, 1942[17]
- Myriam Colombi, Schauspielerin, Direktorin des Théâtre Montparnasse, Paris, 1982 (Serge Ivanoffs letztes Auftragsporträt).
- Maggy Rouff, Modedesignerin, Paris, 1948
- Jacques Fath[18]
- Gustave Alaux, Maler, Paris, 1942
- Olga Boznańska, Paris, 1929[19]
- Charles Guérin, Paris, 1929[20]
- François Cogné[21], Bildbauer, Paris, 1945. Der Bildhauer stellte im selben Jahr die Bronzebüste von Serge Ivanoff her[22].
- Paul Valéry, Paris (undatiert)
- Maurice Rostand, Paris, 1942[23]
- Anatole France[24]
- Paul Léautaud
- Yanette Delétang-Tardif, Maurice Fombeure, Jean Follain, Rémi Masset, Eugène Guillevic, zusammengefasst in einem Aquarell mit dem Titel Portrait de poètes, 1942[25]
- Arschak Tschobanjan, Dichter, Paris, 1943. Sammlung Musée arménien de France[26]
- Franz Wolff-Metternich
- Sarvepalli Radhakrishnan, 1953
- Guilherme Guinle (Brasilianischer Geschäftsmann), Rio de Janeiro, 1947
- Augusto Frederico Schmidt (Brasilianischer Dichter), Rio de Janeiro, 1947
- João Neves da Fontoura, Rio de Janeiro, 1948
- Lord Dunsany, San Francisco, 1953
- Prinz Nicholas Tchkotoua, San Francisco, 1953
- Mildred Anna Williams (Buntstifte, Sammlung Legion of Honor, Fine Arts Museums of San Francisco)[27]
- H.K.S.W. Williams (Buntstifte, Sammlung Legion of Honor, Fine Arts Museums of San Francisco)[28]
- Moore S. Achenbach, 1957 (Sammlung Legion of Honor, Fine Arts Museums of San Francisco)[29]
- Jefferson Caffery und Porträt seiner Frau Gertrude McCarthy, Paris, 1946[30]
- Sam Rayburn, 1958
- Eleanor Roosevelt, Live-Malerei während einer Konferenz der UNO, Lake Success, 1950[31].

## Der Tanz
Er zeichnete Tanz- und Ballettszenen.
Er besuchte die Pariser Oper, wo er Gelegenheit hatte, zahlreiche ungestellte Skizzen zu zeichnen. Einige sind Teil der Sammlung der Bibliothek des Opernmuseums.
Er schuf Bühnenbilder und Bühnenkostüme und porträtierte die damaligen Étoile-Tänzer und -Tänzerinnen in ihren Bühnenkleidern. 

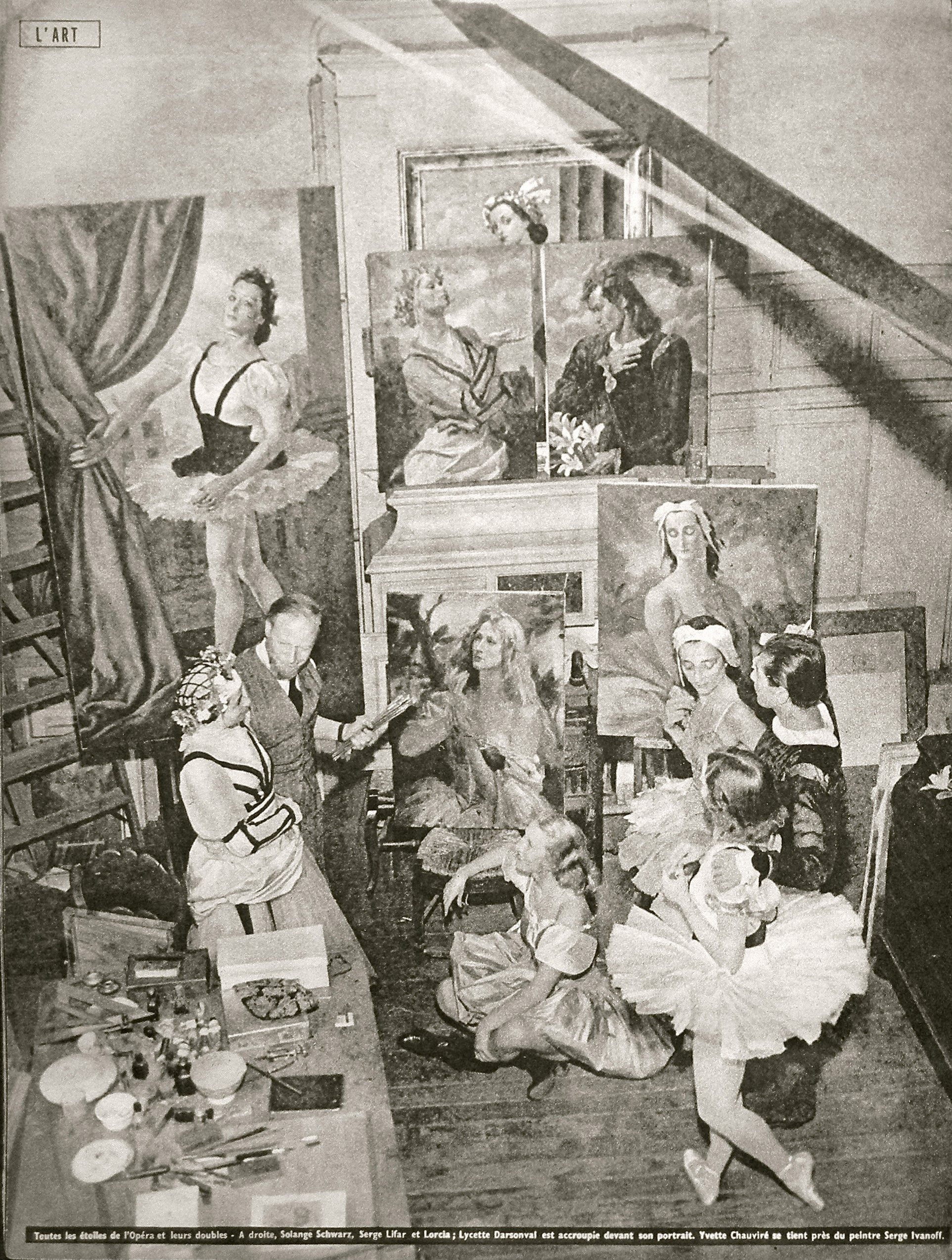
Serge Ivanoffs Atelier mit seinen Modellen, Tänzern der Pariser Oper, November 1941

- Sergei Lifar[37] in der Rolle des romantischen Prinzen Albert aus dem Ballett Giselle, Paris, 1941 (ausgestellt im "Salon d'hiver" 1941)[38]
- Serge Peretti im Kostüm eines "Damoiseau" im Ballett "Le Chevalier et la Damoiselle", Paris, 1941[39]
- José Torres, spanischer Tänzer, Paris, 1965
- Marianne Ivanoff, Paris, 1932[40], Tochter von Serge Ivanoff und Ehefrau von José Torres, ausgestellt im Salon des artistes français 1932[41]. (Sammlung Tatiana und Georges Khatsenkov)
- Jean-Marc Torres, Sohn der beiden Vorgenannten, Paris, 1976
- Dominique Khalfouni, Paris, 1946
- Lycette Darsonval als Giselle, Paris, 1941. Werk ausgestellt 1986 in New York, Main Gallery: "Three Centuries of the Paris Opera Ballet".
- Yvette Chauviré[42], die edle Dame aus Serge Lifars letztem Ballett Le Chevalier et la Demoiselle, Paris, 1941, und ein zweites Porträt im Jahr 1944.
- Solange Schwarz en Coppélia, Paris, 1940 (ausgestellt im "Salon d'hiver" 1941)[43]
- Suzanne Lorcia, im Gewand der Prinzessin aus Schwanensee

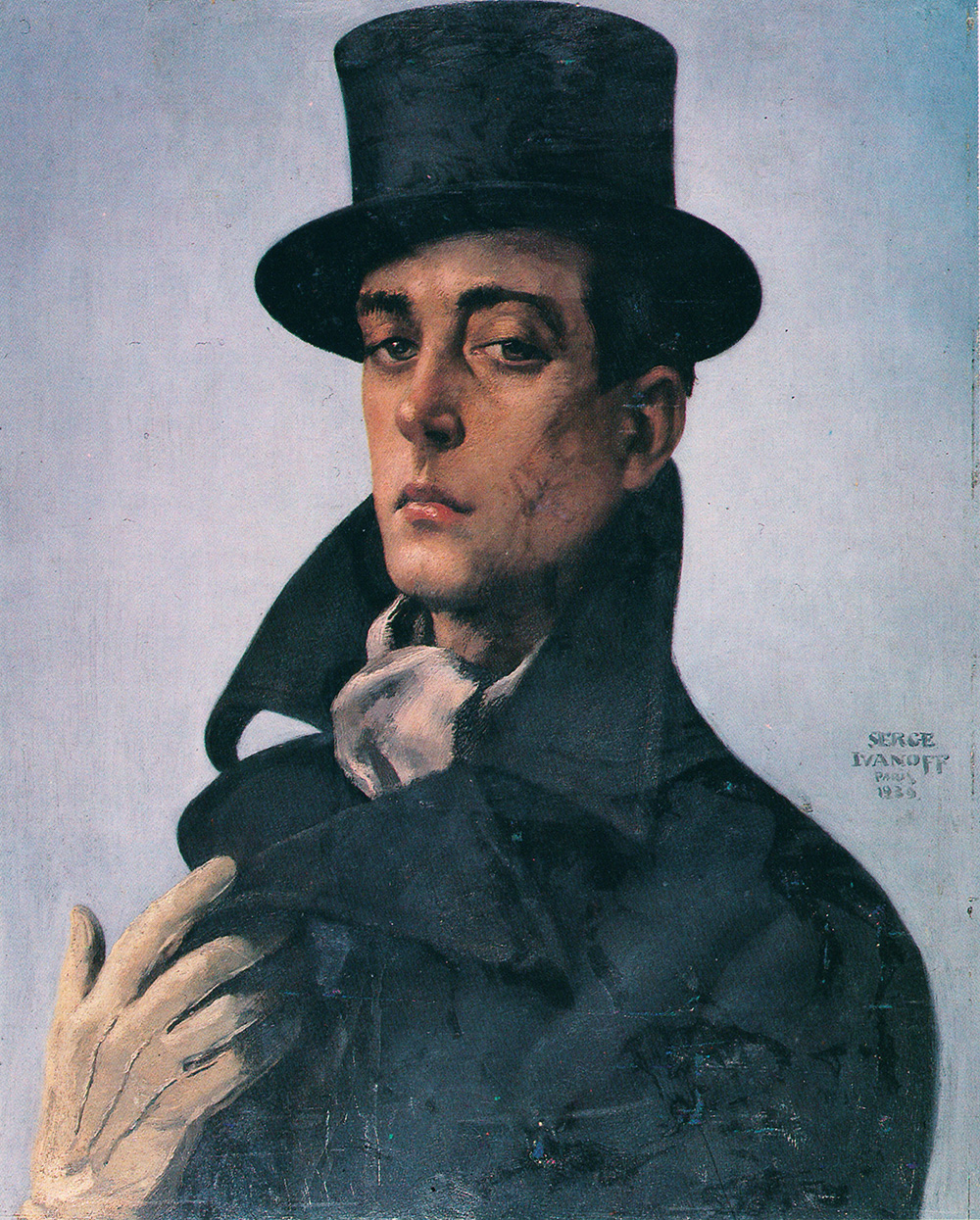
Portrait von Guy Laîné by Serge Ivanoff, Paris, 1939.

- Guy Laîné, Paris, 1939. Ein zweites Porträt von Guy Laîné in Mönchskutte wurde von Serge Ivanoff gemalt.
- Geneviève Ione[44], Paris, 1941
- Max Bozzoni, Paris, 1941[45]
- Sacha Lyo, Paris, 1932, ausgestellt im Salon des Artistes Français 1932[46] (Sammlung Tatiana und Georges Khatsenkov). Außerdem porträtierte er Sascha Lyo 1932 auf dem Sterbebett.
- Marcelle Bourgat als Gioconda[47]
- Ghislaine Thesmar, Paris, 1976
- Olivier Patey, Paris, 1976

## Prälaten
1937 wurde Serge Ivanoff von L’Illustration beauftragt, eine Gemäldereportage über die päpstlichen Gemächer im Vatikanstadt zu erstellen. Dies war der Beginn einer Karriere als Porträtmaler von Prälaten der katholischen Kirche.

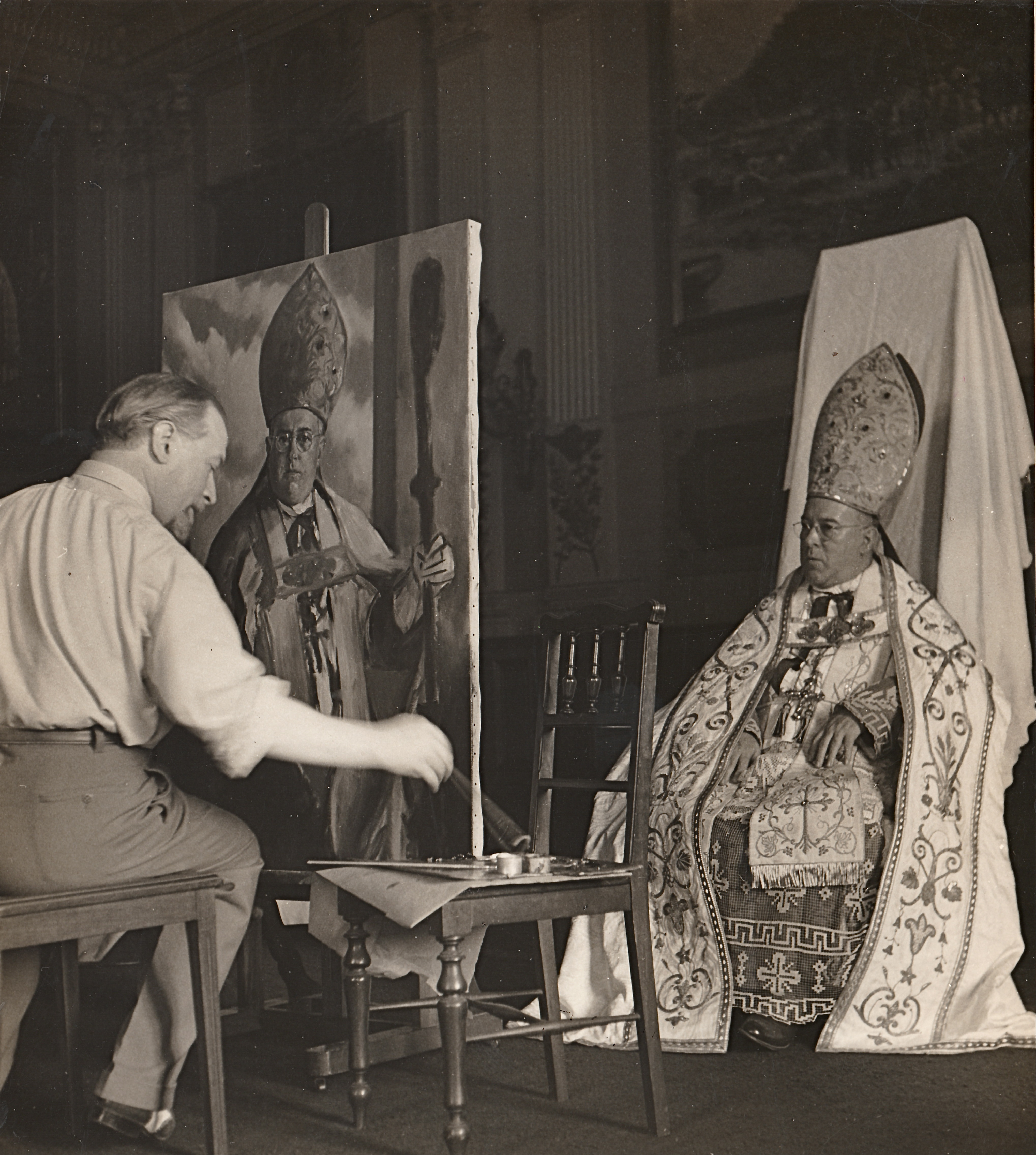
Serge Ivanoff beim Porträtmalen von Jaime de Barros Câmara, 1947

- Papst Pius XI., Castel Gandolfo, 1937[48]. Das Porträt wird auf der Titelseite von L’Illustration in einem Sonderalbum nach dem Tod des Papstes im Februar 1939 erscheinen[49]. Der Papst stellte sich, obwohl er krank und müde war, für das vorbereitende Porträt zur Verfügung.[50]

- Erzbischof Van Roey, 1944[51]

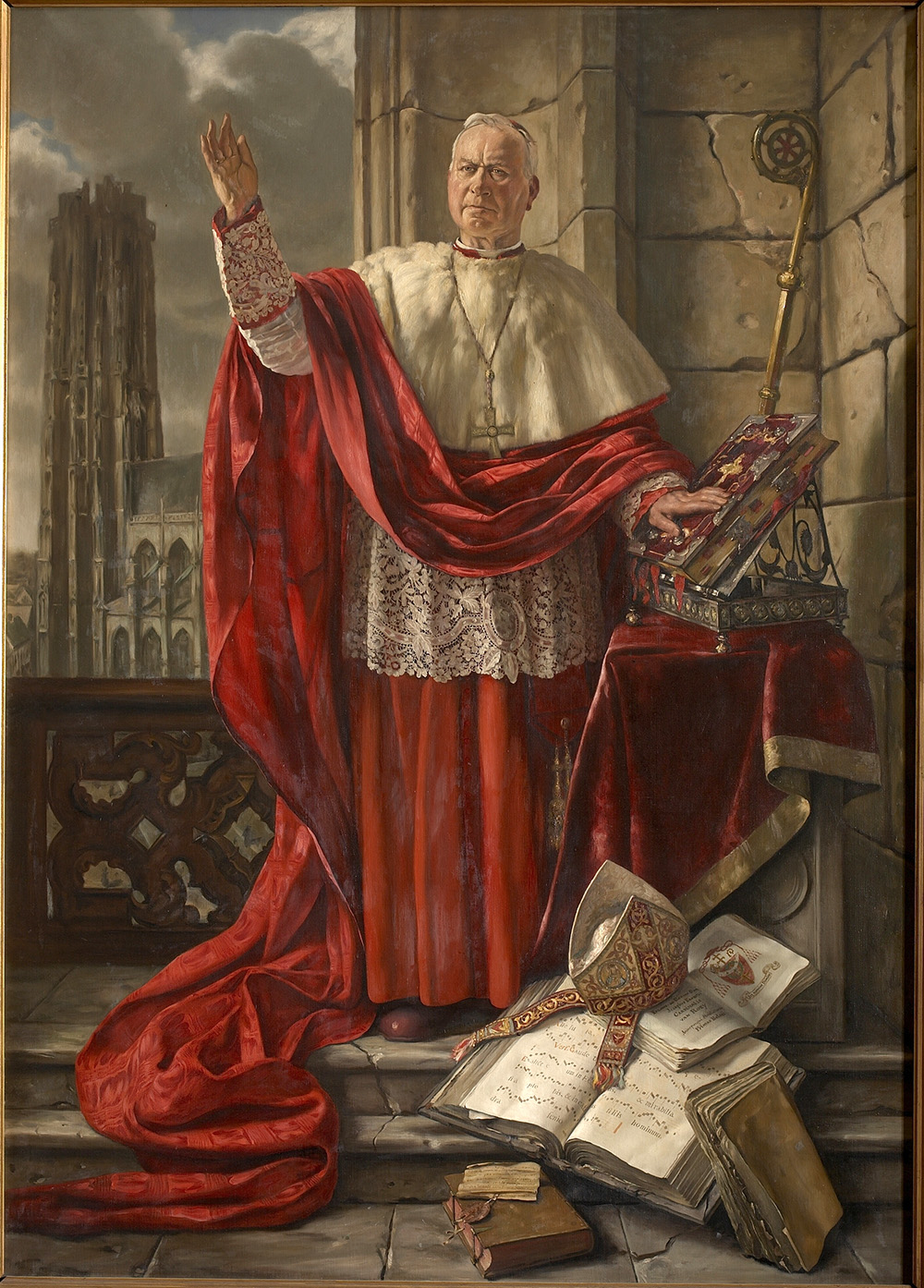
Porträt von Msgr. Van Roey, Ölgemälde von Serge Ivanoff, 1944

- Msgr. Harscouët, Bischof von Chartres, 1943 (Das Porträt befindet sich noch heute im Bischofshaus der Kathedrale von Chartres).
- Erzbischof Verdier auf seinem Sterbebett, 1940
- Pater Raymond Leopold Bruckberger, der über Ivanoff in "Tu finiras sur l’échafaud" schreiben wird (1978)[52]
- Nicola Kardinal Canali
- Kardinal Tisserant
- Kardinal Mariani
- Kardinal Tedeschini
- Jaime Kardinal de Barros Câmara, Rio de Janeiro, 1947

## Erarbeitung eines intimen Werks
Parallel zu seinen Aufträgen für Porträts, seinen Arbeiten als Illustrator oder Dekorateur verfolgt Serge Ivanoff unaufhörlich seine Forschungen in mehreren Dimensionen der Malerei.
Auf seinen Reisen durch den südamerikanischen Kontinent erforscht er mythologische Themen, verwendet dabei aber eine viel hellere Farbpalette.
Es entstanden große Kompositionen, Szenen mit nackten Frauen in antiken Landschaften. Seine Pinselführung ist scheinbar und spontan.
Danach folgt die nordamerikanische Periode.
Nach und nach beginnt seine Palette diese spezifische Palette von graublauen Farbtönen anzunehmen, die er bis zu seinem Tod immer wieder variiert und vertieft.
Ab den 1960er Jahren, als er nach Frankreich zurückkehrte, wandte er sie auf alle Arten von religiösen oder intimen Themen an, auf Pariser Innenräume, weibliche Akte, erotische Szenen, aber auch auf rätselhafte Szenen aus der Mythologie.

Galerie
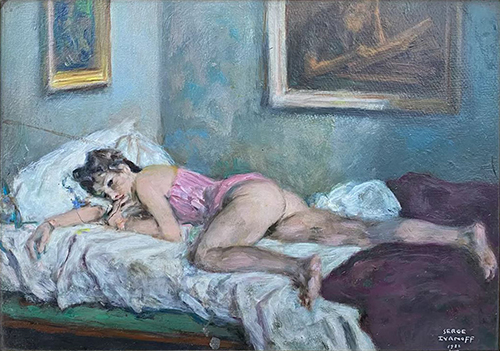
Liegender Akt (undatiert)
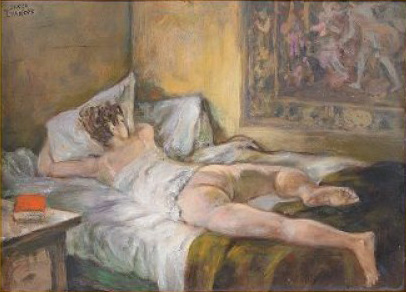
Liegender Akt (undatiert)
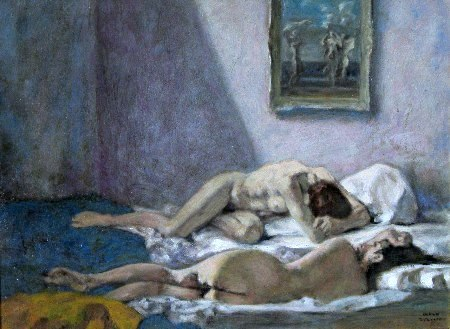
Zwei Frauen auf einem Bett Liegend
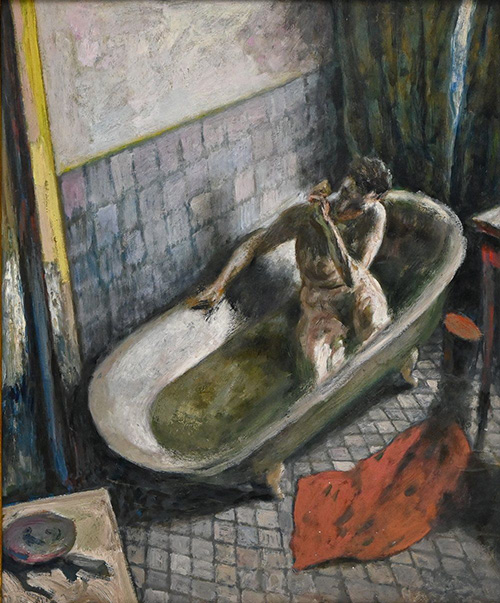
Frau im Bad
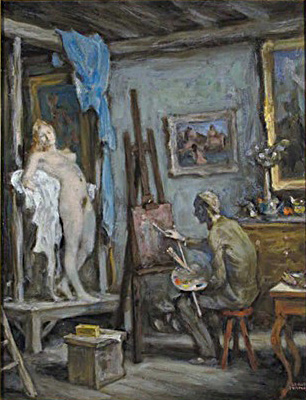
Der Maler und sein Modell
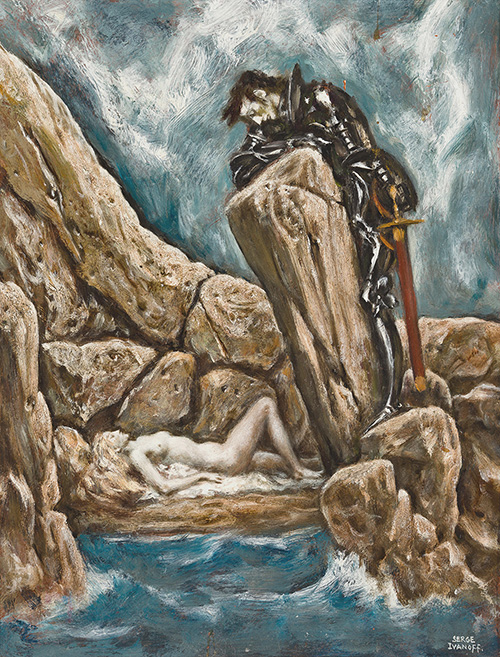
Der Ritter und das Mädchen
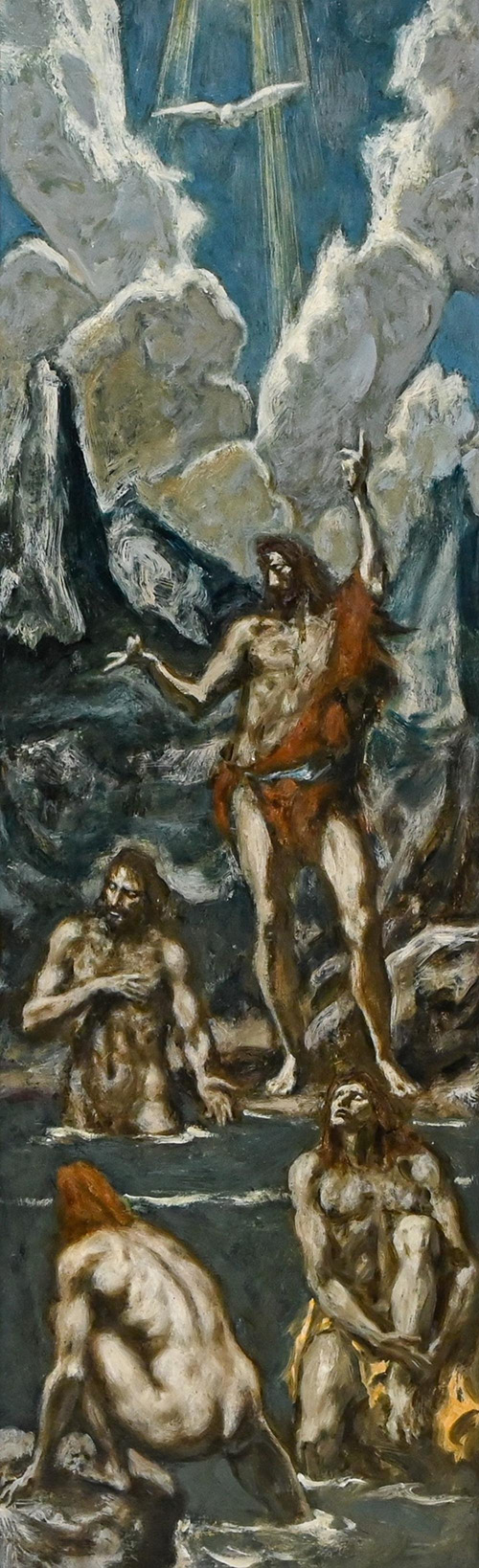
Die Taufe Christi
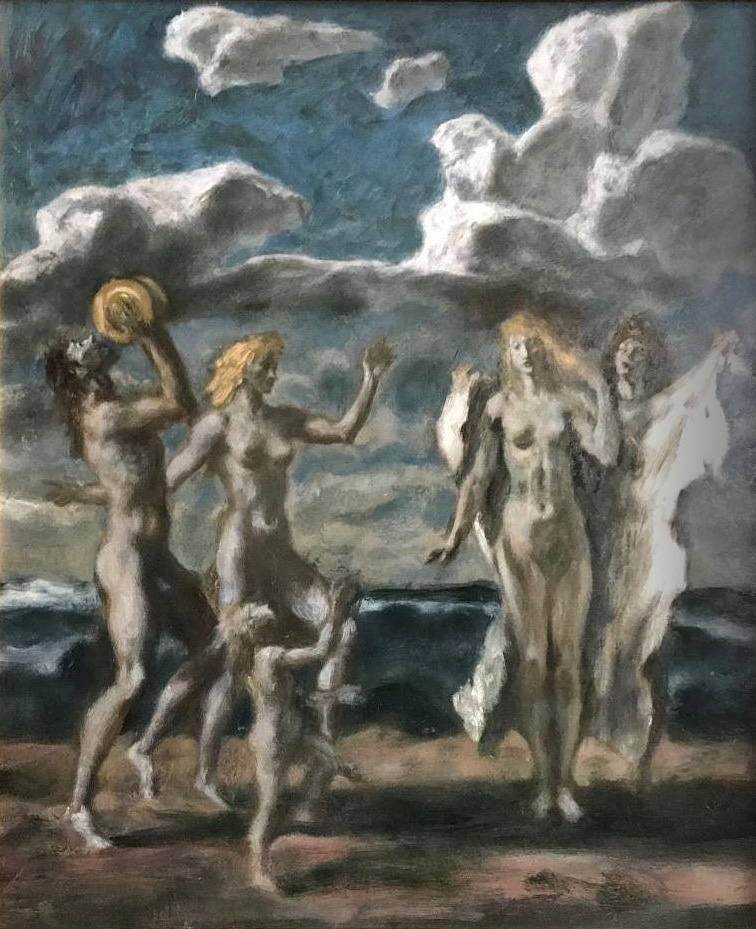
Mythologische Szene

## Illustrierte Bücher
- Diabolische Geschichten („Les Diaboliques“), Barbey d’Aurevilly, Simon Kra, Paris, 1925
- Petits poèmes en prose, Charles Baudelaire, Paris, Javal et Bourdeaux 1933
- Le hasard au coin du feu, Crebillon, 1936
- Tristan und Isolde, Joseph Bédier, 1960
- Michel Strogoff, Jules Verne, Maurice Gonon, 1962
- Tartuffe & Der Bürger als Edelmann, Molière, Limited Editions Club, NY 1963
- Quelques pas de danse, Émile Vuillermoz, L'Illustration n° 4944 – Dezember 4, 1937.